# Včelince
Včelince (maď. Méhy) jsou obec na Slovensku v okrese Rimavská Sobota. Leží na levém břehu řeky Slaná, 5 km jihozápadně od města Tornaľa. Žije zde 816 obyvatel. Do roku 1948 se obec slovensky jmenovala Mehy.

## Kultura a zajímavosti

### Památky
- Římskokatolický kostel sv. Štěpána, klasicistní jednolodní stavba z roku 1773. Kostel byl upravován v druhé polovině 19. století.[3]